# 1917 au Nouveau-Brunswick
Chronologie du Nouveau-Brunswick
- 1913
- 1914
- 1915
- 1916
- 1917
- 1918
- 1919
- 1920
- 1921

Cette page concerne des événements d'actualité qui se sont produits durant l'année 1917 dans la province canadienne du Nouveau-Brunswick.

## Événements
- 20 janvier : Thomas Jean Bourque est nommé au Sénat du Canada.
- Février : le député fédéral de la circonscription de Victoria—Carleton, Benjamin Franklin Smith quitte ses fonctions du ministre des travaux publics fédéral.
- 1er février : James Alexander Murray succède à George Johnson Clarke au poste du premier ministre du Nouveau-Brunswick.
- 24 février : 34e élection générale néo-brunswickoise
- 4 avril : Walter Edward Foster devient premier ministre du Nouveau-Brunswick.
- 29 juin : Gilbert White Ganong succède à Josiah Wood comme lieutenant-gouverneur du Nouveau-Brunswick.
- 6 novembre : William Pugsley devient officiellement lieutenant-gouverneur du Nouveau-Brunswick.
- 17 décembre : lors des élections générales fédérales, les unionistes remportent 7 sièges contre 4 pour les libéraux.

## Naissances
- Richard Geren, géologue.
- 11 novembre : Fred McCain, député.
- 7 décembre : Wallace Samuel Bird, lieutenant-gouverneur du Nouveau-Brunswick.

## Décès
- 30 janvier : Abner Reid McClelan, lieutenant-gouverneur du Nouveau-Brunswick.
- 26 février : George Johnson Clarke, premier ministre du Nouveau-Brunswick.
- avril : Urbain Johnson, député
- 6 avril : Newton Ramsay Colter, député.
- 21 avril : George Thomas Baird, député et sénateur.
- 15 juillet : Lemuel John Tweedie, premier ministre et lieutenant-gouverneur du Nouveau-Brunswick.
- 31 octobre : Gilbert White Ganong, lieutenant-gouverneur du Nouveau-Brunswick.